# Delta ACM 93
Delta ACM 93 este o companie de construcții din România.
Este deținută de omul de afaceri Florea Diaconu, a fost înființată în 1993 și este specializată în construcția și repararea drumurilor, printre lucrările realizate fiind reabilitarea sistemului rutier de pe mai multe străzi din București, precum și modernizarea unor drumuri județene și naționale.
Cifra de afaceri:
- 2009: 307 milioane lei[3]
- 2007: 140 milioane euro[4]
- 2005: 86 milioane lei[3]